# Брентвуд (Мериленд)
Брентвуд (енгл. Brentwood) град је у америчкој савезној држави Мериленд.

## Демографија
По попису из 2010. године број становника је 3.046, што је 202 (7,1%) становника више него 2000. године.
| Група             | 2000.         | 2010.         |
| Белци             | 642 (22,6%)   | 421 (13,8%)   |
| Афроамериканци    | 1.415 (49,8%) | 1.159 (38,0%) |
| Азијати           | 60 (2,1%)     | 58 (1,9%)     |
| Хиспаноамериканци | 672 (23,6%)   | 1.379 (45,3%) |
| Укупно            | 2.844         | 3.046         |